# Johannes Wilbert
Johannes Wilbert (* 23. Juni 1927 in Köln; † 15. Februar 2022) war ein deutschamerikanischer Ethnologe.

## Leben
Er erhielt einen Dr. phil. in Anthropologie und Soziologie am 16. Februar 1956 an der Universität zu Köln. Er war Gastdozent an der University of Birmingham (1951–1952) und Direktor des Instituto Caribe de Antropología y Sociología in Caracas, Venezuela (1956–1962). Er kam 1961 zunächst als Gastprofessor an die Abteilung der University of California, Los Angeles, bevor er 1963 als außerordentlicher Professor für Anthropologie eingestellt wurde. Er wurde 1964 zum ordentlichen Professor befördert und blieb bis zu seiner Emeritierung 1991 an der Abteilung der University of California, Los Angeles. Zudem war er Fellow der Linnean Society of London.